# Августин Хорњак
Августин Хорњак (Куцура, 7. октобар 1919 – Лондон, 16. новембар 2003) је био владика у Великој Британији, са обавезом да брине о гркокатолицима у Енглеској, Велсу, Шкотској и на Британским острвима.

## Биографија
Августин Хорњак је рођен у Куцури 1919. године као Еуген Хорњак. Отац му је био Петар а мајка Јулијана, рођена Финдрик. Основну школу је завршио у Куцури а гимназију у Врбасу и Славонској Пожеги. Богословске студије је започео у Загребу 1939. године а наставио у Риму где је студирао црквено право. Године 1947. је стекао титулу доктора канонског права. За свештеника је био посвећен у Риму, 25. марта 1945. године.
Пензионисан је 17. октобра 1987. године и живео је у Лондону.
Умро је 16. новембра 2003. године. Сахрањен је у гркокатоличкој цркви у Куцури, 14. јануара 2004. године.

## Службовање
Свештеничку делатност је започео у јануару 1947. године у САД. Године 1956, у Мондери, у Канади, улази у монашки чин светог Василија. Тада је узео име Августин. За владику је посвећен у Филаделфији 26. октобра 1961. године. Тада је био именован за помоћника кардиналу Голдфрију у Великој Британији. Од 1963. године био је самостални егзарх за гркокатолике у Енглеској, Велсу, Шкотској и на Британским острвима. Као владика са седиштем у Лондону, развио је велику делатност у организацији гркокатоличке цркве у Великој Британији.

## Активности
Као богослов, писао је поезију. Песме је објављивао у часопису за младе Мисао, на русинском Думка, који је излазио у Руском Крстуру. Његове објављене песме су биле патриотског садржаја.
Од 1977. године био је члан више црквено–теолошких и административно–саветодавних тела за католике источног обреда. Његовим вишегодишњим залагањем и активношћу, утемељена је Гркокатоличка црква у Великој Британији куповином катедралне цркве у центру Лондона. Црква носи име Свете породице у изгнанству. Порту за цркву у кварту Мејфер је поклонио кнез Вестминстера и данас је зграда под заштитом државе.
У Лондону је уредио бискупску резиденцију и дом за свештенике.
Купио је и уредио црквене зграде у Бредфорду, Единбургу, Петербороу, Лестеру и Глостеру, а манастире за Сестре службенице у Бредфорду и осталим местима где се налазе и парохијални храмови.
Године 1965, поводом обележавања 750–годишњице парламентаризма у Великој Британији, владика Августин Хорњак је био гост краљице Елизабете друге у Бакингемској палати.
Године 1973, поводом скупа Енглеског католичког епископата, владика је аргументовано образложио правни положај и привилегије Гркокатоличке цркве у Великој Британији као и о верским и правним нормама којима је регулисан положај различитих обреда у Католичкој цркви. Чврсто је бранио источни хришћански обред у уверењу да је то један од начина чувања националне традиције и карактеристика којима је утврђена историјска улога Гркокатоличке цркве.
Од 1977. године је био члан Комисије за израду Црквеног права за Источне цркве и члан Конгрегације за Источне Цркве.